# Боніфацій да Верона

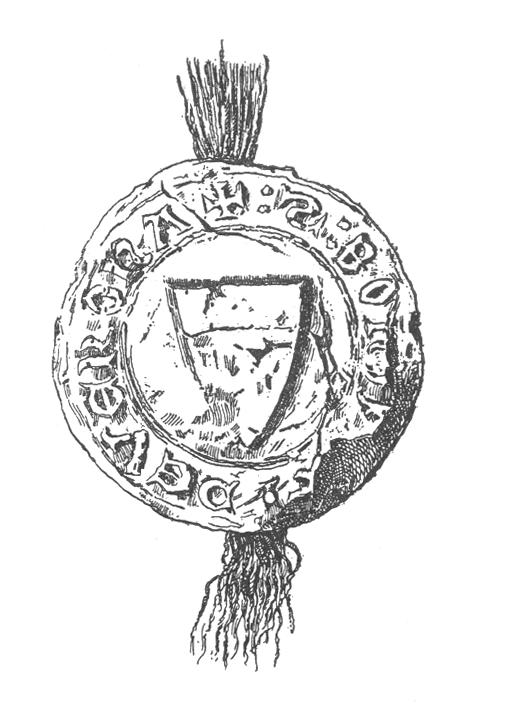
Їхній герб

Боніфацій да Верона (італ. Bonifacio da Verona; д/н —1317) — триарх центрального Негропонте в 1280—1317 роках.

## Життєпис
Походив з мантуанської гілки роду далле Карчері, відомої як да Верона. Онук Гульєльмо I, триарха центрального Негропонте, син Франческо. 1278 року візантійці перемогли стрийка — триарха Гільберто II. До 1280 року залишив Евбею. В цей час помирає його стриєчний брат Каетано й Боніфацій стає номінальним співправителем іншого стриєчного брата Грапоццо, сина Граполло далле Карчері.
1287 року вперше згадується на службі в афінського герцога Гі II де ла Роша. На той час продав єдиний свій замок, найнявши 10 латників. З 1290 року діяв спільно з венеційцями для витіснення візантійців з Евбеї. 1294 висвятив в лицарі Гі II, від якого отримав в якості феодів Гардікі (Фессалія) і Егіну, 13 замків, щорічну платню в 50 тис. солів. За порадою герцога одружився з донькою Отона де Сікона, титулярного триарха північного Негропонте. 
У 1296 році здійснив військовий похід і відвоював Карістос у візантійців. Внаслідок чого повністю відвоював родинні володіння. Керував разом з Граполло далле Карчері. через тривалі військові дії землі були сплюндровані, тому співтриархи почали заохочувати переселення на островів албанців і волохів, що займалися скотарством.
Близько 1300 року після смерті стриєчного брата Грапоццо і шварга Гі отримав північне Негропонте. 1302 року брав участь на підтримку Іоанна II Дуки, правителя Фессалії, проти якого виступило епірське військо. Посилення Боніфація на Евбеї призвело до конфлікту з Венецією, що побоювалося амбіцій того. 1308 року після раптової смерті герцога оголошений регентом герцогства до прибуття графа Готьє де Брієнна. 
Залишився на службі афінського герцога Готьє I. У 1311 році брав участь у битві на річці Кефіс проти Каталонської компанії (загону найманців), де афінське військо зазнало поразки, а герцог загинув. Переможці запропонували Боніфація трон герцогства, але той відмовився.
У 1317 році видав свою дочку Марулло заміж за Альфонсо Фадріке, генерал-капітана Афінського герцогства, пообіцявши останнього оголосити його спадкоємцем триархії. Невдовзі мав конфлікт з Андреа Корнаро, триархом Негропонте. Боніфацій помер того ж року.

## Родина
Дружина — Агнес, донька Отона де Сікіона.
Діти:
- Томмазо (д/н—1326), титулярний триарх Негропонте
- Марулло, дружина Альфонса Фадріке Арагонського